# 武当七侠
武当七侠是金庸武侠小说《倚天屠龙记》中的人物。

## 概述
在《倚天屠龍記》中，武當七俠是指武當派祖師張三丰的七位弟子，於武當享有崇高的地位，他們分別是：
- 大弟子宋远桥：穩重踏實、沖淡謙和、恂恂儒雅，頗有君子風範，處事公道，江湖聲望地位極高。宋远桥有一子宋青书，原為武當下任掌門繼承人，但隨著宋青书后来成为武当派的叛徒，并亲手杀死了七师叔莫声谷，失去下任掌門資格。
- 二弟子俞莲舟：為人深沉，喜怒不形於色，沉默寡言。武功為七人中第一。在張三豐擊殺宋青書後成為下任掌門繼承人
- 三弟子俞岱巖：曾被西域金剛門的阿三以大力金剛指折斷四肢，成為廢人二十多年，後在張無忌醫治下康復。
- 四弟子张松溪：足智多謀。
- 五弟子張翠山：張無忌之父，外號「銀鉤鐵劃」，位列武當七俠第五，悟性資質為七人之中最高，擅長寫書法，後得知妻子曾經發毒針傷害三師兄，悲憤羞愧交織之下自殺。
- 六弟子殷梨亭：性格懦弱，長相帶有稚氣，較晚熟，在第一版倚天屠龙记中，被称为殷利亨。他曾经与峨嵋派纪晓芙订有婚约，后来又和纪晓芙的女儿杨不悔结婚。與俞岱巖一樣曾被西域金剛門的阿三以大力金剛指折斷四肢，一度成為廢人數月，後在張無忌醫治下康復。
- 七弟子莫声谷：滿臉濃鬚，較早熟，被武当叛徒宋青书和成昆的徒弟陈友谅所杀。

## 史實
武當派張三丰的七位弟子史上確有其人，唯六弟子殷梨亭原名應為「殷利亨」（取《易經》「元亨利貞」之意）。